# ناحیه پنج
ناحیهٔ پنج (به تاجیکی: Ноҳияи Панҷ) یکی از ناحیه‌های اداری ولایت ختلان است که در جنوب کشور تاجیکستان جای دارد.
مرکز این ناحیه، جماعت پنج است که در ۱۱۷ کیلومتری جنوب شهر قرغان‌تپه قرار دارد و از این شهر تا دوشنبه ۲۰۶ کیلومتر راه‌است.

## مردم
بر پایهٔ آمار سال ۲۰۰۸ میلادی، این ناحیه ۷۸٫۶۹۸ نفر جمعیت داشته‌است که مردم آن به زبان‌های فارسی تاجیکی و ازبکی سخن می‌گویند.

## تقسیمات
جماعت‌های این ناحیه بشرح زیر است:
| بخش‌های شهرستان بلجوان |        |
| بخش                   | جمعیت  |
| پنج                   | ۷٬۹۱۷  |
| عرب                   | ۱۶٬۳۹۰ |
| قُلدیمان               | ۱۳٬۵۷۰ |
| نمونه                 | ۱۵٬۱۷۸ |
| سَرمَنتای               | ۱۵٬۵۲۴ |
| تُغُل                   | ۱۰٬۱۱۹ |

## حکومت
سرور ناحیهٔ پنج، رئیس حکومت آن است که توسط رئیس جمهور تاجیکستان برگزیده می‌شود، نهاد قانونگذاری ناحیهٔ پنج، مجلس نمایندگان خلق می‌باشد که توسط رأی‌دهندگان این ناحیه برای ۵ سال انتخاب می‌شوند.